# 양육

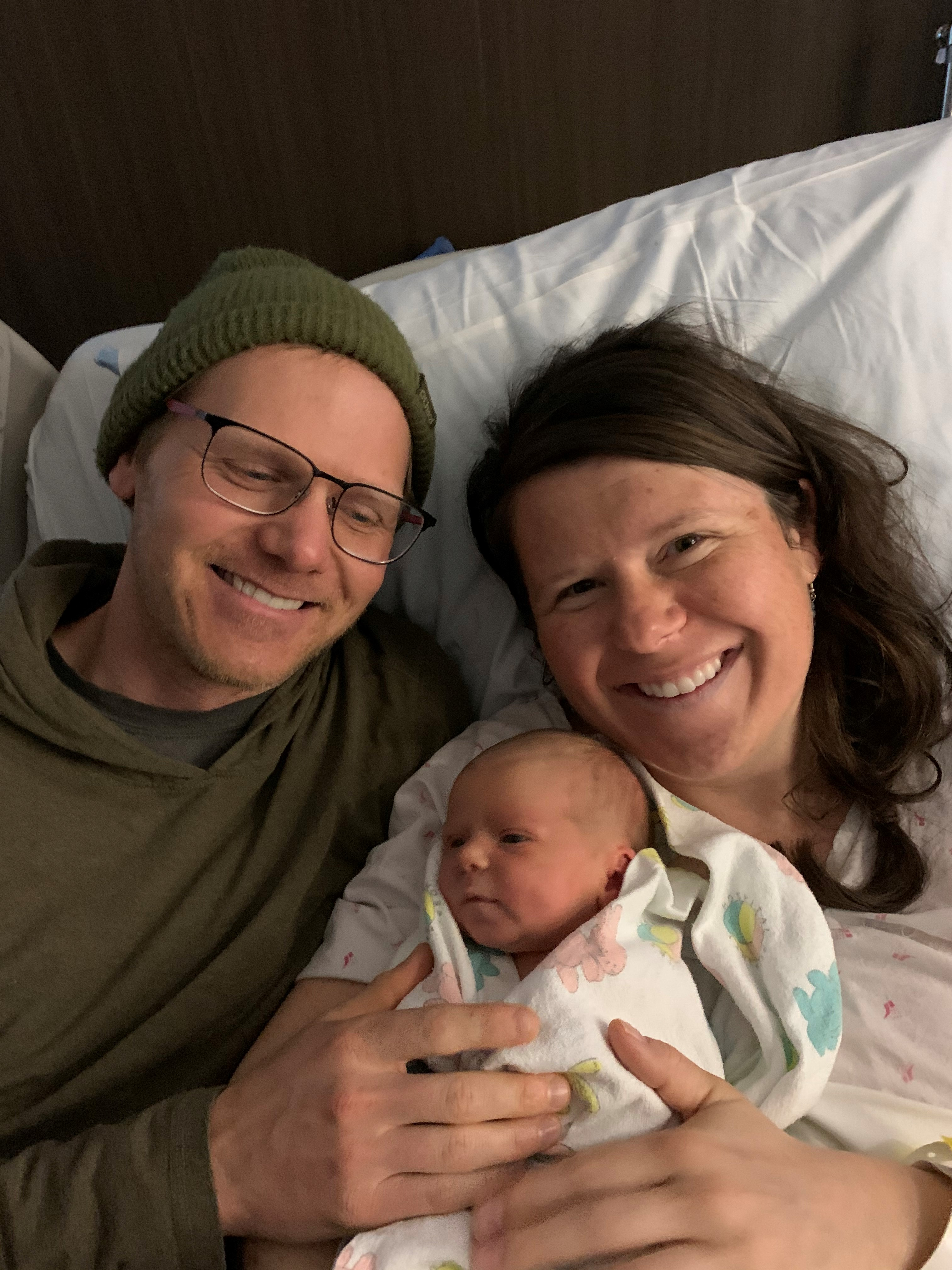
아이를 안고 있는 아버지와 어머니

양육(養育)이란 아동을 어른으로 성장하도록 돌보면서 지적 사회적 능력을 길러주는 것으로서 주로 친부모에 의해 이루어지지만 입양된 경우 양부모에게서, 또는 정부나 비영리 단체가 운영하는 보육원에서 양육이 되기도 한다.
자녀 양육은 유아기부터 성인기까지 자녀의 의식주, 교육, 건강 등 기본적인 생활과 성장에 필요한 모든 부분을 촉진하고 지원한다. 여기에는 기본적인 의식주 제공뿐만 아니라, 정서적 지지와 사회성 발달, 인지 능력 발달 등 전반적인 성장을 위한 노력이 포함된다. 즉, 아이가 건강하고 행복하게 성장하도록 돕는 모든 활동을 포괄하는 개념이다.
양육에서 가장 흔한 보호자는 문제의 아이의 친부모이다. 그러나 돌봐주는 사람은 계부모, 양부모, 조부모, 법적 후견인, 이모, 삼촌, 기타 가족 구성원일 수 있다. 정부와 사회도 자녀 양육이나 양육에 역할을 할 수 있다. 고아나 버림받은 아이들은 부모가 없거나 혈연관계가 아닌 관계로부터 부모의 보살핌을 받는 경우가 많다. 다른 사람들은 입양되거나 위탁 보호 시설에서 자라거나 보육원에 배치될 수 있다. 양육 기술은 다양하며, 좋은 양육 기술을 갖춘 부모나 대리모를 좋은 부모라고 할 수 있다.
양육 방식은 역사적 기간, 인종/민족, 사회 계층, 선호도 및 기타 몇 가지 사회적 특징에 따라 다르다. 또한 연구에 따르면 다양한 품질의 애착과 부모의 정신병리 측면에서 부모의 역사는 특히 불리한 경험으로 인해 부모의 민감성과 자녀의 결과에 큰 영향을 미칠 수 있다. 양육은 입양 아동에게도 장기적인 영향을 미칠 수 있다. 최근 연구에 따르면 따뜻한 입양 양육은 시간이 지남에 따라 입양 아동의 내면화 및 외면화 문제를 줄이는 것으로 나타났다.

## 같이 보기
- 친권
- 발달 심리학
- 가족법
- 교육학